# Malus florentina
Malus florentina är en rosväxtart som först beskrevs av Attilio Zuccagni, och fick sitt nu gällande namn av C. K. Schneider. Malus florentina ingår i släktet aplar, och familjen rosväxter. Inga underarter finns listade i Catalogue of Life.

## Bildgalleri

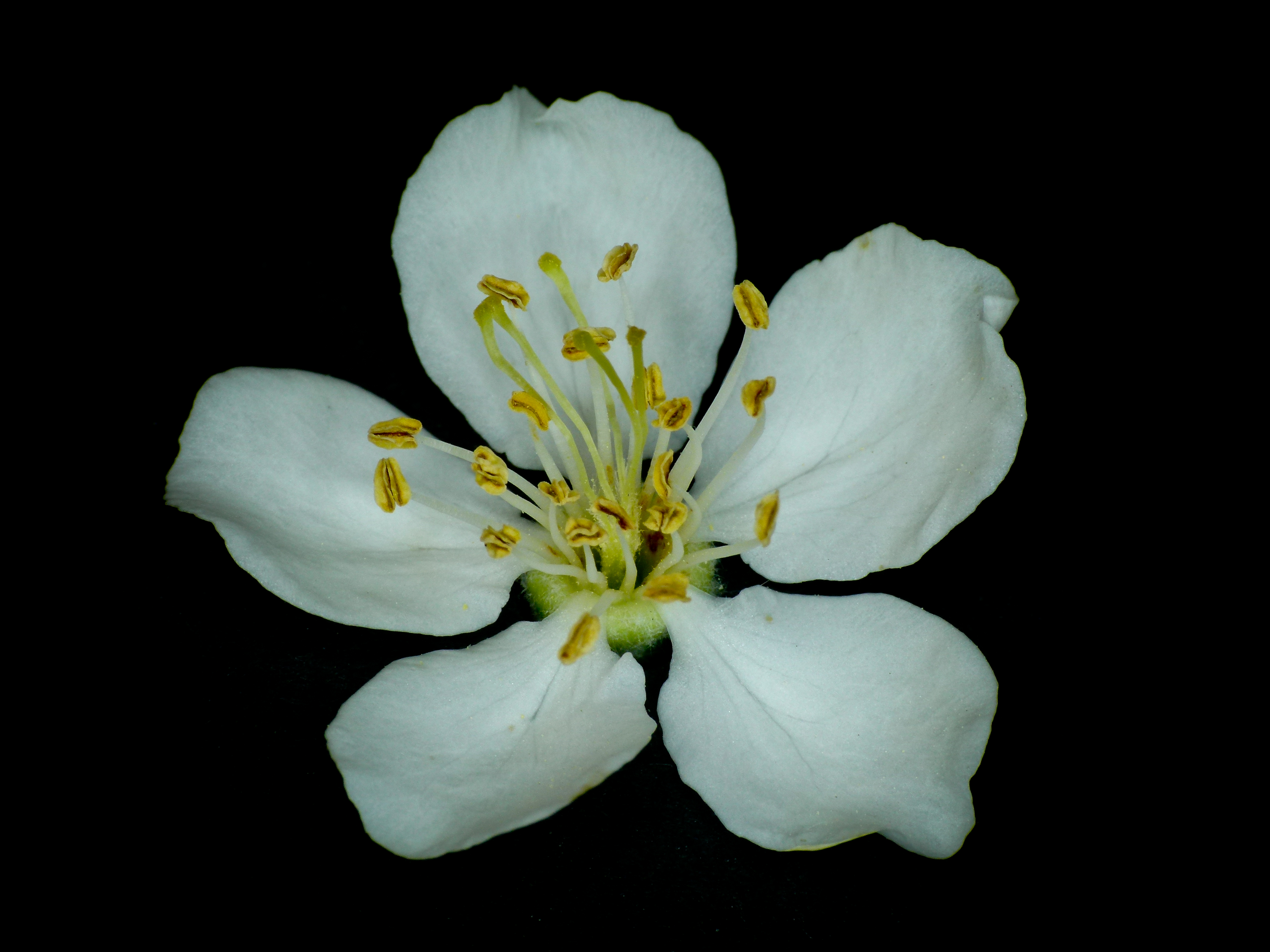
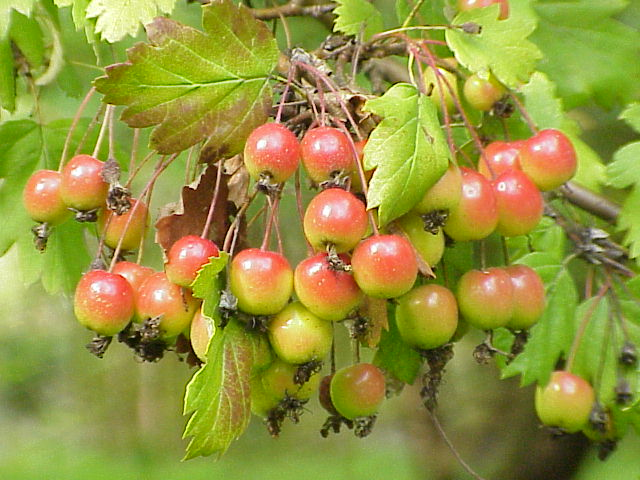
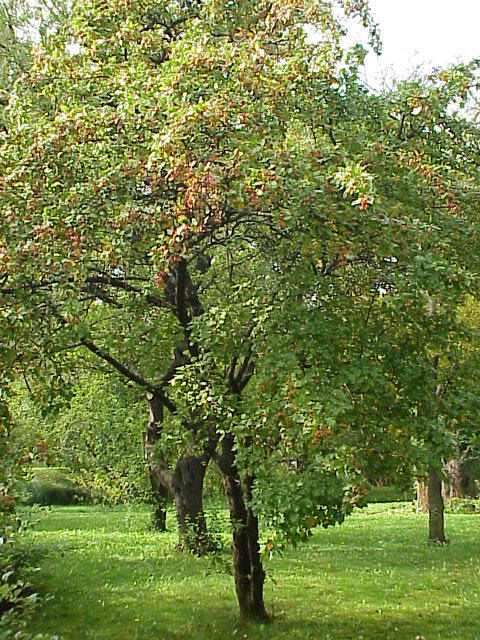
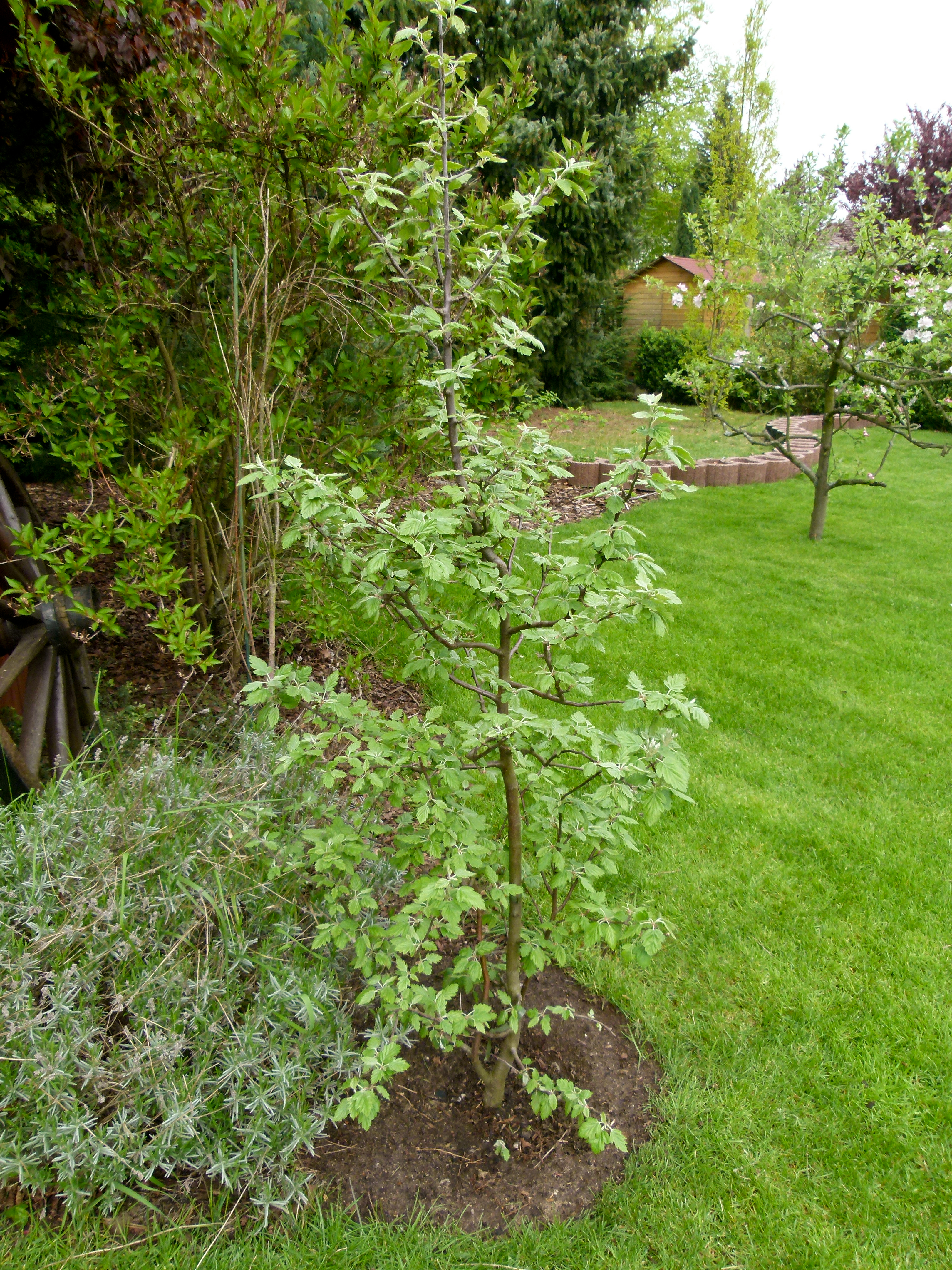
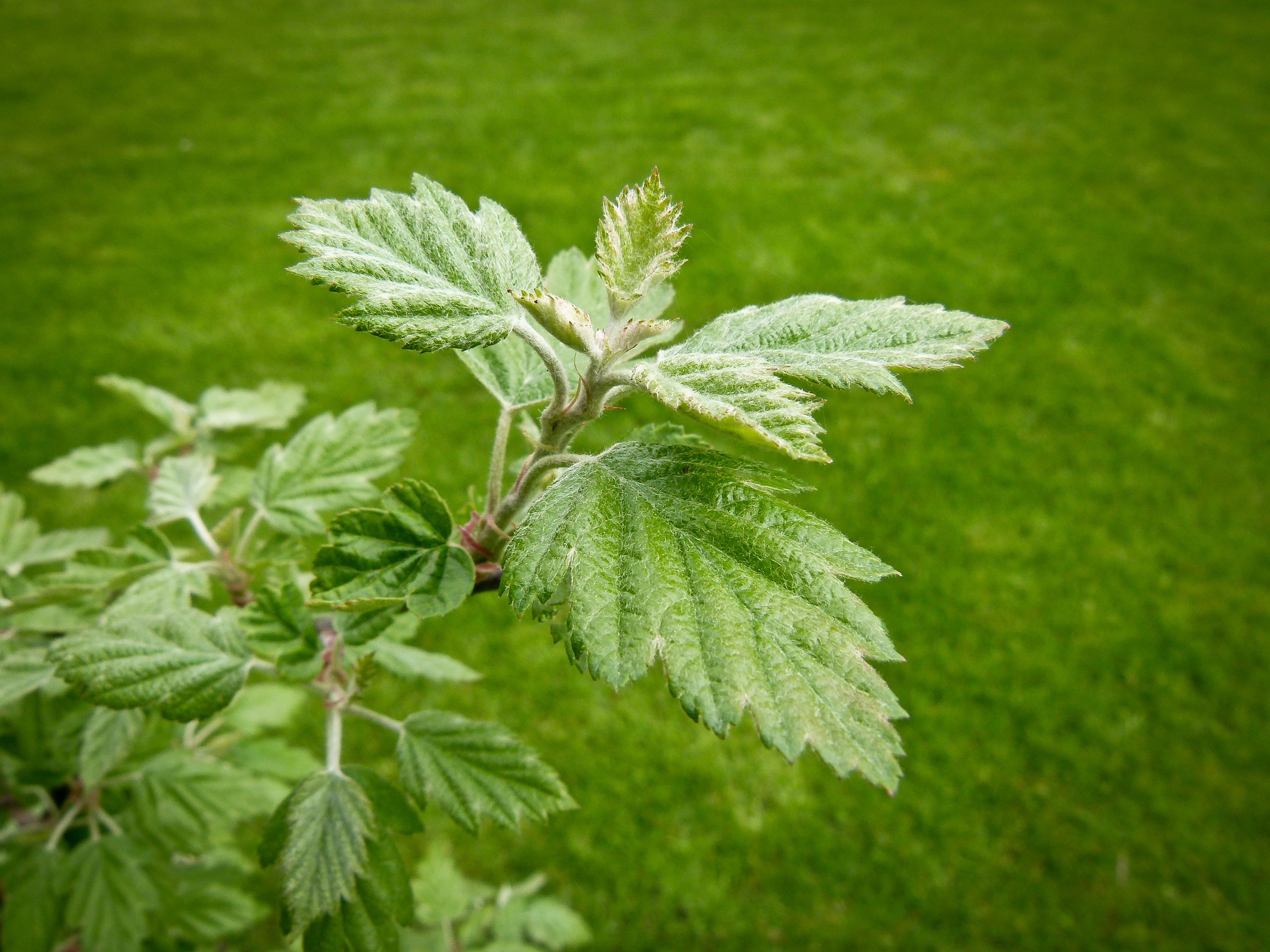
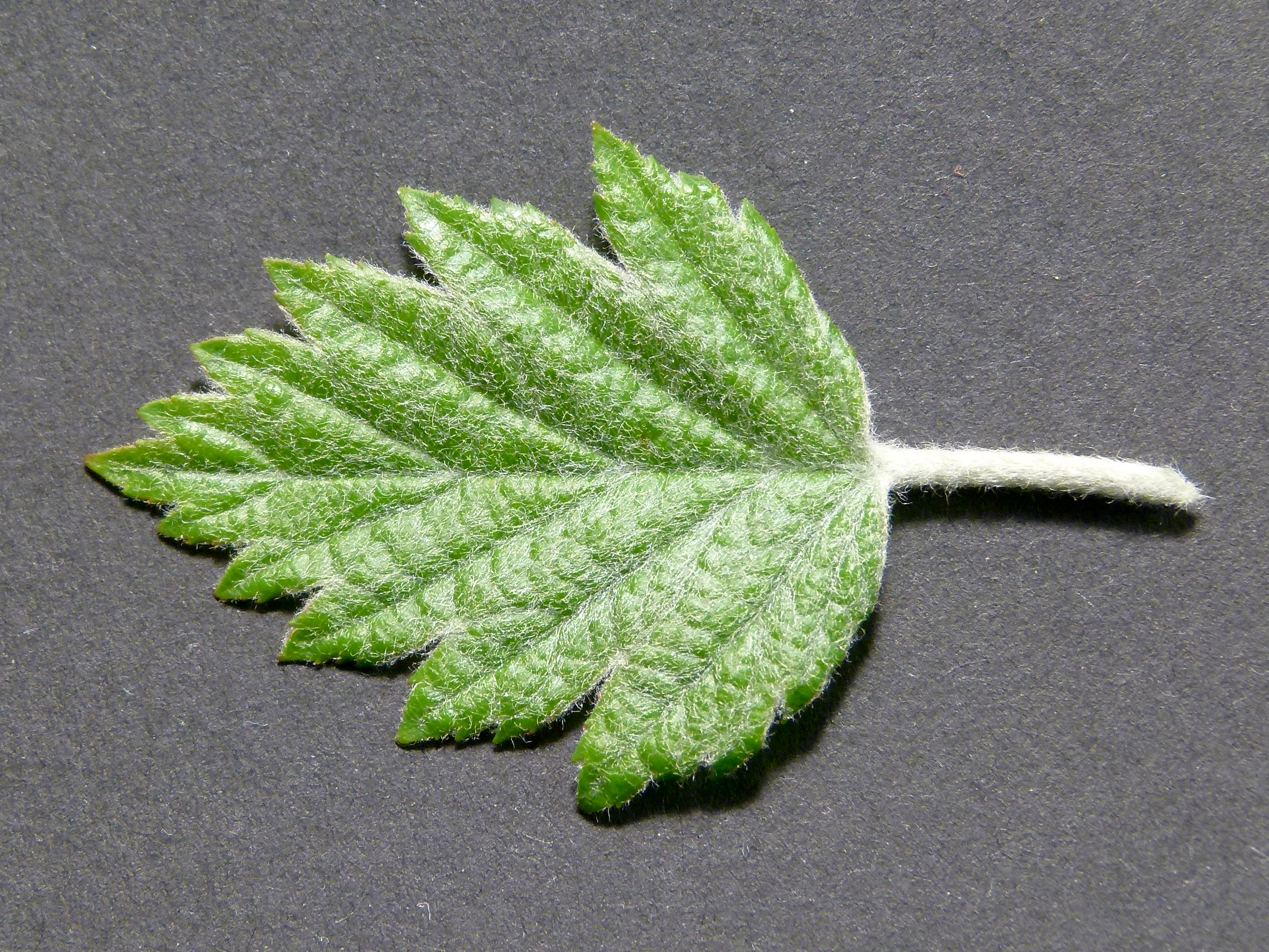